# Suematsu Kenchō
Pour les articles homonymes, voir Suematsu.
Suematsu Kenchō est un nom japonais traditionnel ; le nom de famille (ou le nom d'école), Suematsu, précède donc le prénom (ou le nom d'artiste).
Le vicomte Suematsu Kenchō (末松 謙澄), né le 30 septembre 1855 dans la province de Buzen au Japon et décédé à l'âge de 65 ans le 5 octobre 1920, est un homme politique et écrivain japonais de l'ère Meiji. Il est représenté de façon particulièrement négative dans le roman Saka no ue no komo de Ryōtarō Shiba.

## Biographie

### Jeunesse et formation
Suematsu est né dans le hameau de Maeda dans la province de Buzen (aujourd'hui dans la ville de Yukuhashi dans la préfecture de Fukuoka). Il est le quatrième fils du chef du village (shōya), Suematsu Shichiemon. Son vrai prénom à la naissance est Ken'ichirō (謙一郎), il changera plus tard pour Kenchō, plus court.
À l'âge de 10 ans, il entre dans une école privée où il étudie en chinois (kangaku 漢学). Il s'installe à Tokyo en 1871, et étudie auprès d'Ōtsuki Bankei et de Kondō Makoto. En 1872, il étudie brièvement à l'école normale de Tokyo. C'est à cette époque qu'il fait la connaissance du futur premier ministre Takahashi Korekiyo.
En 1874, à l'âge de 20 ans, Suematsu commence à travailler au journal Tokyo Nichinichi Shimbun (ancêtre du Mainichi Shimbun), où il rédige des éditoriaux sous le nom de plume Sasanami Hitsuichi (笹波篳一). Il devient en même temps ami avec le rédacteur Fukuchi Gen'ichirō.
Suematsu arrive à Londres en 1878 en tant que membre d'une ambassade japonaise et entre à l'université de Cambridge en 1881. Il obtient un diplôme de droit du St John's College) en 1884, avant de rentrer au Japon en 1886.

### Carrière politique
Suematsu est élu à la Diète du Japon en 1890. Il devient ministre des Communications en 1898 puis ministre des Affaires intérieures de 1900 à 1901 dans le gouvernement de son beau-père Itō Hirobumi. Il s'était effectivement marié à la seconde fille d'Itō, Ikuko, en 1889, il avait 35 ans et elle 22. Comme ils étaient originaires de clans qui s'étaient combattus dans les années 1860 (Kokura et Chōshū), il décrit avec humour son mariage comme une « prise d'otage ». 
Suematsu aide à la création du port de Moji-ku en 1889 en approchant Shibusawa Eiichi pour trouver des finances. Il a aussi œuvré à maintenir la morale dans le théâtre japonais et a fondé une société de critique. 
De 1904 à 1905, Suematsu est envoyé en Europe pour agir contre la propagande anti-japonaise du péril jaune et promouvoir la cause japonaise dans la guerre russo-japonaise, beaucoup plus que ce que le diplômé d'Havard, Kaneko Kentarō, faisait au même moment aux États-Unis à la demande d'Itō Hirobumi. Suematsu est élevé au titre de baron (danshaku) puis vicomte (shishaku) en 1907 selon le système de pairie kazoku.

## Activités littéraires
Suematsu est également l'auteur d'ouvrage en anglais sur des sujets japonais. Ses travaux incluent la première traduction anglaise du Dit du Genji (qu'il réalisa pendant ses études à Cambridge) et plusieurs livres sur des aspects de la culture japonaise. 
- Kenchio Suyematz, trans. Genji Monogatari : The Most Celebrated of the Classical Japanese Romances. London: Trubner, 1882.
- Baron Suematsu, A Fantasy of Far Japan; or, Summer Dream Dialogues. London: Constable, 1905.
- Kenchio Suyematsu, The Risen Sun. London: Constable, 1905.

## Source de la traduction
- (en) Cet article est partiellement ou en totalité issu de l’article de Wikipédia en anglais intitulé « Suematsu Kenchō » (voir la liste des auteurs).